# Svein Erik Paulsen
Svein Erik Paulsen (Trondheim, 30 marzo 1946) è un ex pugile norvegese, campione europeo dei pesi superpiuma (1974-1975) e sfidante al titolo mondiale WBC. Ha affrontato in carriera senza sconfitte numerosi pugili italiani (Giovanni Girgenti, Antonio Puddu, Natale Vezzoli).

## Biografia

### Carriera dilettantistica
È stato campione nazionale dilettanti nei pesi leggeri nel 1964 e nel 1972, nei superleggeri nel 1968, 1969 e nel 1970 e nella categoria dei pesi welter nel 1966. 
Ha rappresentato la Norvegia alle  Olimpiadi di Monaco del 1972, al limite dei 60 kg. (pesi leggeri). Batte il sovietico Gennadiy Dobrokhotov per knock-out tecnico al primo round, il tedesco dell’Ovest Peter Hess per KO al secondo ma è sconfitto ai punti nei quarti di finale dal keniano Samuel Mbugua (4:1).

### Carriera professionistica
Esordisce al professionismo nel 1973 a ventisei anni, nella categoria dei superpiuma. Dopo soli dieci match, tutti vinti, affronta il mancino tedesco Lothar Abend per la cintura europea, il 7 maggio 1974 a Oslo. Si aggiudica il titolo per knock-out tecnico alla terza ripresa. Lo difende battendo il siciliano Giovanni Girgenti grazie a un discutibile verdetto ai punti e contro lo spagnolo Domingo Gimenez sempre a Oslo e ancora ai punti.
Il 13 maggio 1975, senza titolo in palio, batte ai punti Natale Vezzoli, all’epoca solo aspirante al titolo italiano. 
Incontestabile è il verdetto ai punti con il quale, il 19 giugno 1975 respinge l’assalto dell’ex campione europeo e sfidante al titolo mondiale dei pesi leggeri Antonio Puddu, sceso per l’occasione nella categoria inferiore. Mette poi vittoriosamente in palio la cintura europea contro Antonio Guinaldi, che sconfigge sempre ai punti e ad Oslo. 
Ancora imbattuto ottiene la chance di combattere per il titolo mondiale WBC in possesso del portoricano Alfredo Escalera. È sconfitto a Oslo per kot al nono round.
Dopo questa prima sconfitta, ormai trentenne, la sua stella si avvia verso il tramonto. Nel 1976 combatte soltanto tre volte. Dopo una vittoria ai punti sul superleggero Romano Fanali, è fermato sul pari dal non eccelso britannico George Turpin. L'unica volta che sale sul ring nel 1977 è messo KO al terzo round dallo spagnolo Jeronimo Lucas. 
Combatte ancora vittoriosamente due volte nel 1978. Dopo aver battuto ai punti Santino Reali – con il quale in precedenza aveva ottenuto un verdetto di no contest – appende i guantoni al chiodo. 
In tutta la carriera ha combattuto sempre in Norvegia, in particolare a Oslo, tranne quattro match in Danimarca, nei primi due anni.